# Митчелл, Кёртис
Кёртис Митчелл (род. 1989) — американский легкоатлет, который специализируется в беге на короткие дистанции. Бронзовый призёр чемпионата мира 2013 года в беге на 200 метров с результатом 20,04. В полуфинале чемпионата установил личный рекорд, показав время 19,97. Бронзовый призёр чемпионата США 2013 года на дистанции 200 метров — 19,99.
На чемпионате мира среди юниоров 2008 года занял 4-е место на дистанции 200 метров.